# Erica Prosser
Erica Prosser är en amerikansk basketspelare (point guard) i Södertälje BBKs Telge Basket kommer närmast från Lehigh University i Pennsylvania.
Prosser skrev på ett try-out kontraktet med Telge Basket som skulle ha sträckt sig över hela säsongen 2011/2012. Hon kom till laget den 25 augusti, men innan säsongen hade börjad avbröt klubben kontraktet. Bedömningen var att hon efter en tids träning och några matcher med laget inte bedöms vara det klubben vill ha, med tanke på den kommande säsongen i Basketligan dam och deltagandet i EuroCup.
Prosser är 174 centimeter lång og har haft en framgångsrik collegekarriär och blev utnämnd till Player of the year både 2009 och 2011, dessutom blev hon Defensive player of the year 2011 i Patriot League. De tre sista åren på college har hon snittat 14 poäng och drygt 5 assist per match.

## Externa hänvisningar
- Erica Prosser » Women's Basketball » Lehigh